# Agnes Ameede
Agnes Ameede (sinh ngày 12 tháng 6 năm 1970) là một chính trị gia người Uganda đại diện cho quận Pallisa trong quốc hội cho Phong trào Kháng chiến Quốc gia. Bà được bầu làm thành viên của quốc hội vào năm 2016 và đã từng là thành viên của quốc hội cho quận Pallisa cho đến nay.

## Cuộc sống ban đầu và sự nghiệp
Agnes Ameede sinh ngày 12 tháng 6 năm 1970 và ông Gabriel Olaki là đứa con thứ năm trong số mười hai đứa trẻ. Bà được giáo dục tiểu học tại Trường tiểu học Kabwangasi, sau đó bà chuyển sang làm chứng chỉ cấp độ thông thường và nâng cao tại Trường St. Paul's College và Tororo Girls School. Từ đó, bà đăng ký vào Đại học Makerere để học Cử nhân Nghệ thuật và tốt nghiệp vào năm 1994. Bà có bằng thạc sĩ Quản lý tại Học viện Quản lý Uganda vào năm 2009 cũng như thạc sĩ bằng Quản lý Phát triển tại Đại học Mở Vương quốc Anh năm 2014. Agnes Ameede được bầu làm thành viên nữ của quốc hội cho Pallisa ở Uganda vào năm 2016, nơi bà đã phục vụ cho đến nay. Bà kết hôn với ông Omulen Lawrence với ba cô con gái.